# ジョン・デ・アンドレア
ジョン・デ・アンドレア（John De Andrea）はアメリカ、コロラド州出身のスーパーリアリズムの美術家。デンバー在中。作品は着衣または裸の人物を写実的に彫刻作品にしている。